# فولفغانغ بانوفسكي
فولفغانغ بانوفسكي (بالإنجليزية: Wolfgang K. H. Panofsky)‏‏ (24 أبريل 1919 في برلين - 24 سبتمبر 2007 في لوس ألتوس، سانتا كلارا، كاليفورنيا) فيزيائي، وأستاذ جامعي من الولايات المتحدة.

## الجوائز
- زمالة غوغنهايم
- قلادة العلوم الوطنية
- ميدالية ماتيوتشي
- جائزة ليو زيلارد
- وسام فرانكلين
- جائزة ريتشماير التذكارية  [لغات أخرى]‏
- جائزة إنريكو فيرمي

## روابط خارجية
- فولفغانغ بانوفسكي على موقع مونزينجر (الألمانية)
- فولفغانغ بانوفسكي على موقع إن إن دي بي (الإنجليزية)